# چاه ناصرآباد
چاه ناصرآباد ، روستایی از توابع بخش مرکزی شهرستان دهاقان در استان اصفهان ایران است.

## جمعیت
این روستا در دهستان قمبوان قرار دارد و براساس سرشماری مرکز آمار ایران در سال ۱۳۸۵، جمعیت آن زیر سه خانوار بوده‌است.